# Lamerdingen

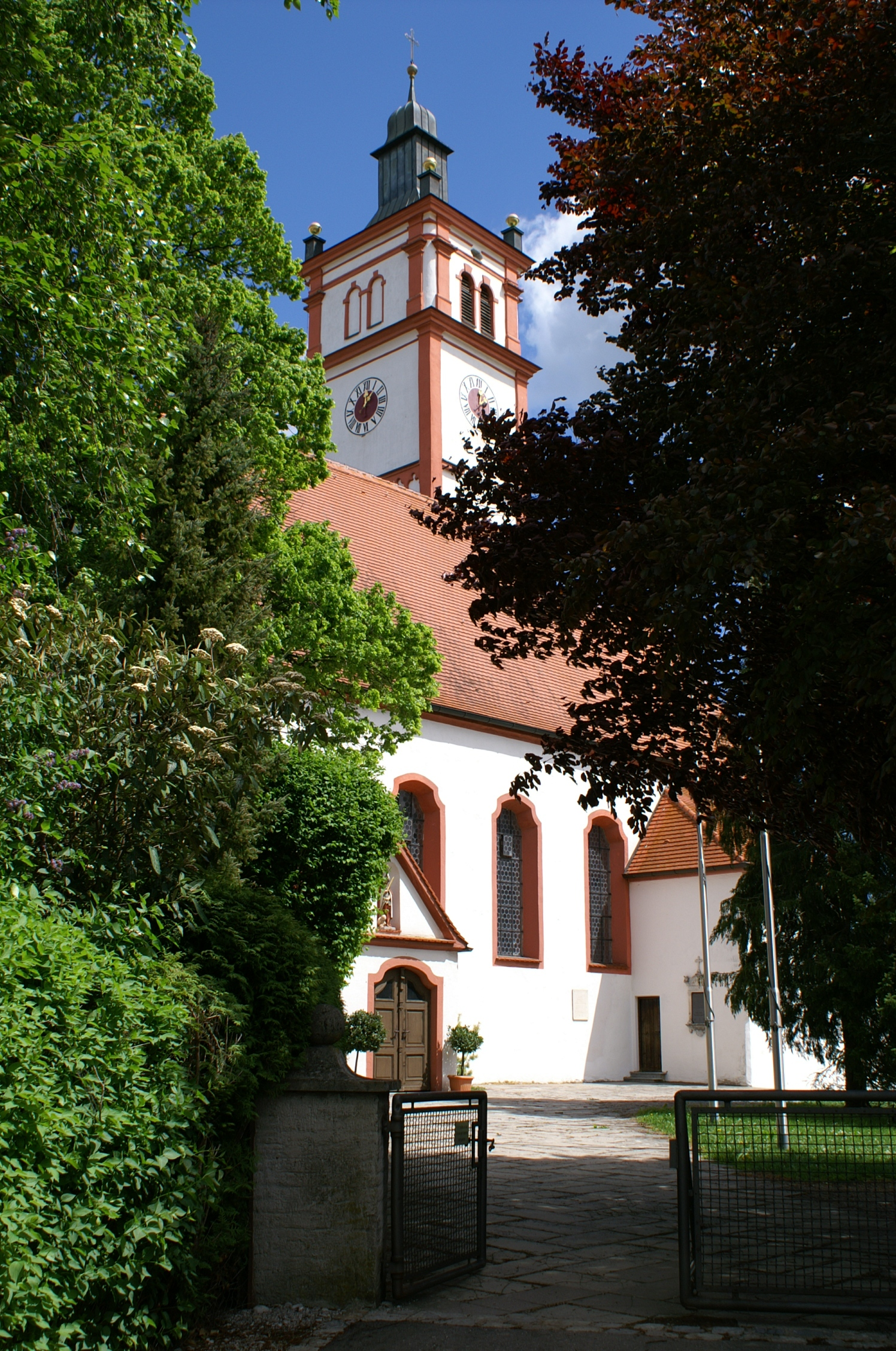
Pfarrkirche St. Martin in Lamerdingen

Lamerdingen ist die nördlichste Gemeinde im schwäbischen Landkreis Ostallgäu in Bayern.

## Geografie
Lamerdingen liegt an der Staatsstraße 2035 in Mittelschwaben. Der Ort befindet sich etwa sechs Kilometer nördlich der Stadt Buchloe am Westhang des breit auslaufenden Wertachtales und ist somit das nördlichste Dorf des Landkreises Ostallgäu. Etwa vier Kilometer westlich des Dorfes lag die Kurzwellensendeanlage Wertachtal.
Die Gemeinde liegt auf der Lech-Wertach-Ebene zwischen 579 m ü. NHN (nördliche Gemeinde- bzw. Landkreisgrenze) und 618 m ü. NHN (südlich Dillishausen).

### Gemeindeteile
Die Gemeinde hat fünf Gemeindeteile (in Klammern ist der Siedlungstyp angegeben):
- Dillishausen (Pfarrdorf, Vorwahl 08241)
- Großkitzighofen (Pfarrdorf)
- Kleinkitzighofen (Pfarrdorf)
- Lamerdingen (Pfarrdorf)
- Nassenwang (Einöde)

Die Einöden Eschenlohmühle und Weiß zählen zum Gemeindeteil Dillishausen, die Einöden Kreuzhof, Nieshof und Schmidhof zählen zum Gemeindeteil Lamerdingen.

### Gliederung des Gemeindegebietes
Das Gemeindegebiet besteht aus den Gemarkungen Lamerdingen, Dillishausen, Großkitzighofen und Kleinkitzighofen mit den gleichnamigen Dörfern.

### Nachbargemeinden
Das Gemeindegebiet grenzt im Uhrzeigersinn von Norden aus gesehen an folgende Gemeinden:
- Gemeinde Langerringen (Landkreis Augsburg)
- Gemeinde Hurlach (Landkreis Landsberg am Lech)
- Gemeinde Igling (Landkreis Landsberg am Lech)
- Stadt Buchloe (Landkreis Ostallgäu)
- Gemeinde Amberg (Landkreis Unterallgäu)
- Gemeinde Ettringen (Landkreis Unterallgäu)

## Geschichte

### Bis zur Gemeindegründung
Lamerdingen ist als alemannische Ursiedlung anzusehen. Hierauf weisen der Name „bei den Leuten des Lademout“ und die Lage an einer sehr alten mit auf -ingen endenden Orten besetzten Straße hin (sog. „Hochstraße“ von Augsburg nach Buchloe).
Der Name entwickelte sich allmählich aus Lademutinga, im 11. und 12. Jahrhundert über Lademütingen, -matingen usw., bis er erst im 16. Jahrhundert vereinzelt und ab dem 19. Jahrhundert überwiegend als Lamerdingen vorherrscht. Die Lademutinger waren freie Männer, die das Recht des Waffentragens noch bis in das späte Mittelalter wahrten. Eine größere Zahl von Gütern wurde bei Vorkäufen als frei, unvogtbar und undienstbar bezeichnet. Es lassen sich für das hohe Mittelalter in Lamerdingen Edle aus verschiedenen Stämmen (Balzhausen und Schwabeck, Ursin–Ronsberg sowie Welfen) nachweisen.
Lamerdingen war schon im 11. Jahrhundert eine Pfarrei, deren Einkünfte dem Stift St. Peter in Augsburg zustanden. Die Pfarrkirche St. Martin wurde bereits 1067 genannt; sie dürfte im Kern noch aus dem 12./13. Jahrhundert stammen. Um 1500 erfolgten Erweiterungsarbeiten am Turm, Chor und Langhaus und 1736/38 ein Umbau des Langhauses mit innerer Umgestaltung durch Michael Stiller sowie der Anbau von Sakristei und Vorhalle. Die Kirche inmitten des Friedhofes, an der 1893 und 1939 Restaurierungsarbeiten ausgeführt wurden, mit dem 1968/69 neu erbauten Pfarrhof gibt dem Dorf eine besondere Note.
Der Ort Lamerdingen gehörte bis zur Säkularisation (1803) zum Hochstift Augsburg, der Ort Großkitzighofen gehörte zum Domkapitel Augsburg. Seit der Säkularisation und dem Reichsdeputationshauptschluss von 1803 gehört der Ort zu Bayern. Im Zuge der Verwaltungsreformen in Bayern entstand mit dem Gemeindeedikt von 1818 die heutige Gemeinde.

### Eingemeindungen
Im Zuge der Gebietsreform in Bayern wurden am 1. Mai 1978 die Gemeinden Dillishausen, Großkitzighofen und Kleinkitzighofen eingegliedert.

### Einwohnerentwicklung
| Jahr      | 1961 | 1970 | 1987 | 1991 | 1995 | 2000 | 2003 | 2004 | 2005 | 2006 | 2007 | 2008 | 2009 | 2010 |
| --------- | ---- | ---- | ---- | ---- | ---- | ---- | ---- | ---- | ---- | ---- | ---- | ---- | ---- | ---- |
| Einwohner | 1668 | 1604 | 1589 | 1640 | 1718 | 1728 | 1844 | 1866 | 1845 | 1820 | 1817 | 1792 | 1792 | 1795 |
|           |      |      |      |      |      |      |      |      |      |      |      |      |      |      |
| Jahr      | 2011 | 2012 | 2013 | 2014 | 2015 | 2016 | 2017 | 2018 | 2019 | 2020 |      |      |      |      |
| Einwohner | 1817 | 1816 | 1855 | 1896 | 1919 | 1994 | 2014 | 2051 | 2035 | 2096 |      |      |      |      |

Die Gemeinde wuchs zwischen 1988 und 2008 um 179 Einwohner bzw. um ca. 11 %. Zwischen 1988 und 2018 wuchs die Gemeinde von 1613 auf 2051 um 438 Einwohner bzw. um 27,2 %.
Die Einwohnerzahlen beziehen sich auf das heutige Gebiet der Gemeinde.
Ehemalige Gemeinden und heutige Gemeindeteile
| Datum      | Dillishausen | Groß- kitzighofen | Klein- kitzighofen | Lamerdingen | insgesamt |
| ---------- | ------------ | ----------------- | ------------------ | ----------- | --------- |
| 06.06.1961 | 299          | 385               | 314                | 670         | 1668      |
| 27.05.1970 | 301          | 357               | 286                | 660         | 1604      |
| 01.01.2005 | 350          | 442               | 310                | 764         | 1866      |
| 01.03.2008 | 354          | 446               | 293                | 760         | 1853      |
| 01.12.2014 | 390          | 434               | 312                | 771         | 1931      |

### Geschichte der Gemeindeteile

#### Großkitzighofen
Das Haufendorf mit 531 Einwohnern (2018) wurde im Zuge der Gebietsreform nach Lamerdingen eingemeindet. Der Ort liegt 7 km (Luftlinie) nordöstlich von Buchloe am rechten Ufer der Singold. Nördlich grenzen der Landkreis Augsburg und südlich und östlich der Landkreis Landsberg am Lech an die Dorfflur. Südlich von Großkitzighofen und Kleinkitzighofen erstreckt sich das Kitzighofer Moos, ein wertvolles Biotop, das in die Landesbiotopkartierung aufgenommen wurde.
Der Name Kitzighofen entwickelte sich 1067 aus Kuzzenkova, Chuzzinchova, im 13. Jahrhundert Kuzzinchoven, bis ins 16. Jahrhundert zur heutigen Form. Er bedeutet „Höfe der Leute der Chuzzosippe“.
Bis zur Ablösung durch das Domstift Augsburg im 14. Jahrhundert besaßen die Herren von Rohrbach und das Kloster Ottobeuren Rechte und Güter, wobei Ottobeuren als der älteste Inhaber von Großkitzighofen anzusehen ist.
Die Pfarrkirche St. Stephan stammt in ihren Anfängen wohl noch aus dem Hochmittelalter, die Pfarrei ist noch älter (als erster bekannter Pfarrherr wird 1376 Chunrat der Pfarrer zu Kützenkoven genannt). Chor und Kern der heutigen Pfarrkirche wurden erst um 1500 errichtet, das Langhaus 1687 verlängert und 1708 das Turmoktogon aufgesetzt. Aus späteren Arbeiten in der Kirche stammen die Deckengemälde von Johann Baptist Enderle im Jahre 1737. Der weithin sichtbare Turm von St. Stephan, das 50 m hohe Wahrzeichen von Großkitzighofen, ist das höchste Gebäude in der Gemeinde Lamerdingen. Die erste bekannte Turmsanierung wurde im Jahre 1883 durchgeführt.

#### Kleinkitzighofen
Das Haufendorf mit 320 Einwohnern (2018), 1 km westlich von Großkitzighofen gelegen, wurde im Zuge der Gebietsreform nach Lamerdingen eingemeindet. Die Gründung der Siedlung ist vergleichbar mit der Großkitzighofens. Wie dort handelt es sich auch hier um freie unvogtbare, unsteuerbare und undienstbare Güter. Die ältesten Spuren des Ortsgeschlechts führen auf die Hochstiftsvögte, die Edlen von Schwabeck als Lehnsherren der Kitzighofener, hin. Die Nachfolger waren Ritter von Rohrbach, Augsburger Bürger, die Welser und die Rehlinger. Die Rehlinger errichteten 1564 in Kleinkitzighofen eine dauernde Herrschaft durch Ankauf des zersplitterten Grundbesitzes.
Ein Pfarrer ist seit 1478 genannt. Im Westteil des Dorfes steht inmitten des Friedhofes die Pfarrkirche Cyprian und Justina, wovon Turmunterbau und Teile von Chor und Langhaus noch in das 14. Jahrhundert zurückgehen. 1479/81 wurde die Kirche vom Maurermeister Pleitenstein aus Landsberg erweitert. Der Chor wurde um 1700 barockisiert, das Langhaus 1733 erneuert und 1766 wurde der Turm aufgesetzt. Der neue Volksaltar der Pfarrkirche St. Cyprian und Justina in Kleinkitzighofen wurde am 21. März 2004 während eines feierlichen Pontifikalamts von Weihbischof Josef Grünwald geweiht. Der neue Steinaltar birgt in einer Glassäule im Inneren Reliquien der Hl. Christina von Bolsena und des Hl. Simpert von Augsburg. Dem Bildhauer Joachim Kraus aus Wertingen ist mit dem schlichten, eleganten Design von Altar, Ambo und Osterleuchter ein Werk von zeitloser Architektur gelungen.

#### Dillishausen

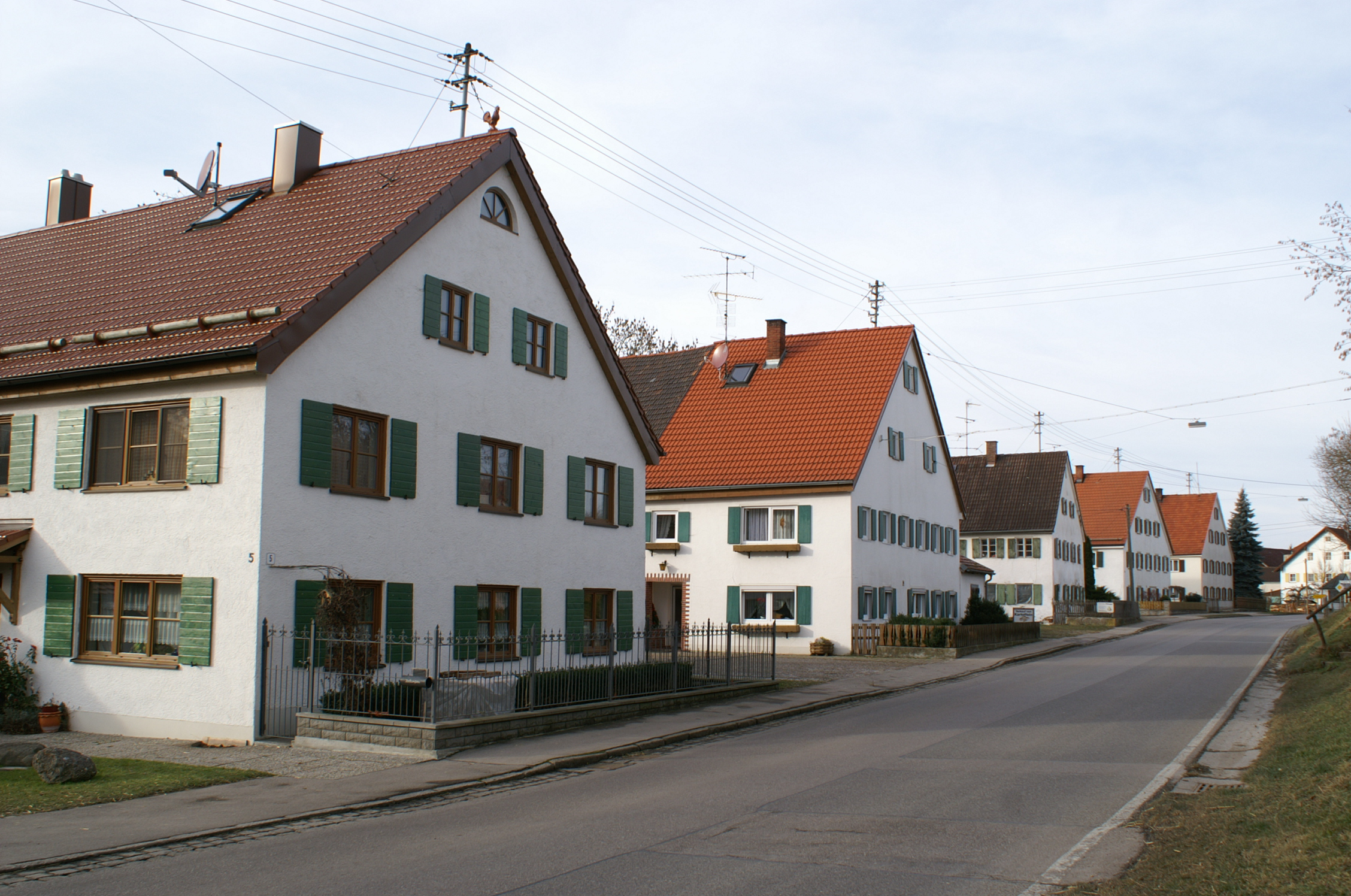
Dillishausen - Augsburger Straße

Das Reihendorf mit 399 Einwohnern (2018) wurde im Zuge der Gebietsreform 1978 nach Lamerdingen eingemeindet. Der Gemeindeteil Dillishausen liegt 2,5 km nördlich von Buchloe an der Staatsstraße 2035. Mitten im Dorf befindet sich die äußerlich schlichte katholische Pfarrkirche St. Peter und Paul, die eine qualitätsvolle spätbarocke Innenausstattung besitzt.
Zu Dillishausen, 1,5 km westlich, gehört auch eine 1299 erstmals als „molendinum Eschenloh“ genannte Einöde. Als Schlossberg mit nebenan liegendem Burgstall bezeichnet, dürfte es sich hier um den Sitz des Ortsgeschlechtes und um die Herrschaftsmühle des Schlossherrn handeln. Heute ist die Eschenlohmühle ein großer landwirtschaftlicher Betrieb mit Reitstall, Reit- und Turnierplatz.

## Politik und Öffentliche Verwaltung

### Bürgermeister und Gemeinderat
Erster Bürgermeister ist Manuel Fischer (Freie Wählergemeinschaft). Dieser wurde im Jahr 2020 als Nachfolger von Konrad Schulze gewählt. Der 2. Bürgermeister ist Winfried Kastl.
Der Gemeinderat besteht aus 14 ehrenamtlichen Mitgliedern, die seit der Kommunalwahl 2020 von der Freien Wählergemeinschaft Lamerdingen besetzt sind.

### Verwaltung
Die Gemeinde ist Mitglied der Verwaltungsgemeinschaft Buchloe.

### Wappen
| Wappen Gde. Lamerdingen | Blasonierung: „Gespalten von Rot und Silber mit von Rot und Silber gespaltenem Herzschild, vorne ein halber silberner Adler am Spalt, hinten aus der Spaltung wachsend oben drei schwarze und unten drei rote Spitzen.“ |
| Wappen Gde. Lamerdingen | Wappenbegründung: Der halbe Adler am Spalt ist dem Wappen des ehemaligen Kollegiatstifts St. Peter in Augsburg entnommen, das 1063 von Graf Schwigger von Balzhausen und Schwabegg gegründet wurde. Lamerdingen gehörte zum Ausstattungsgut dieses Stifts. Der Herzschild des Gemeindewappens stellt das Wappen des Hochstifts Augsburg dar und weist auf Dillishausen hin, das im 14. Jahrhundert ans Hochstift kam. Der hintere Teil des Wappens ist eine Kombination aus den ehemaligen Wappen von Kleinkitzighofen und Großkitzighofen. Die Gemeinde Lamerdingen besteht aus den ehemals selbstständigen Gemeinden Lamerdingen, Dillishausen, Kleinkitzighofen und Großkitzighofen. Die schwarzen Spitzen sind dem Wappen von Kleinkitzighofen, die roten Spitzen dem von Großkitzighofen entnommen. Die Spitzen stammen aus dem Wappen der Edlen von Rorbach (Rohrbach), die im 13. und 14. Jahrhundert als erste Ortsherren beider Gemeindeteile bezeugt sind. Die Gemeinde führt dieses Wappen seit dem Jahr 1992. |

### Gemeindepartnerschaft
Seit dem 19. April 2006 besteht eine Gemeindepartnerschaft mit der polnischen Gemeinde Włodowice.

### Dorferneuerung
Bereits Anfang der 1990er Jahre stellte der damalige Gemeinderat bei der Direktion für ländliche Entwicklung in Krumbach einen Antrag auf Aufnahme in ein Dorferneuerungsverfahren.
Mitte 2002 setzte der neue Gemeinderat zusammen mit der Direktion für ländliche Entwicklung dieses Verfahren wieder in Gang.

## Kultur und Sehenswürdigkeiten

### Sehenswürdigkeiten

#### Pfarrkirche St. Martin in Lamerdingen

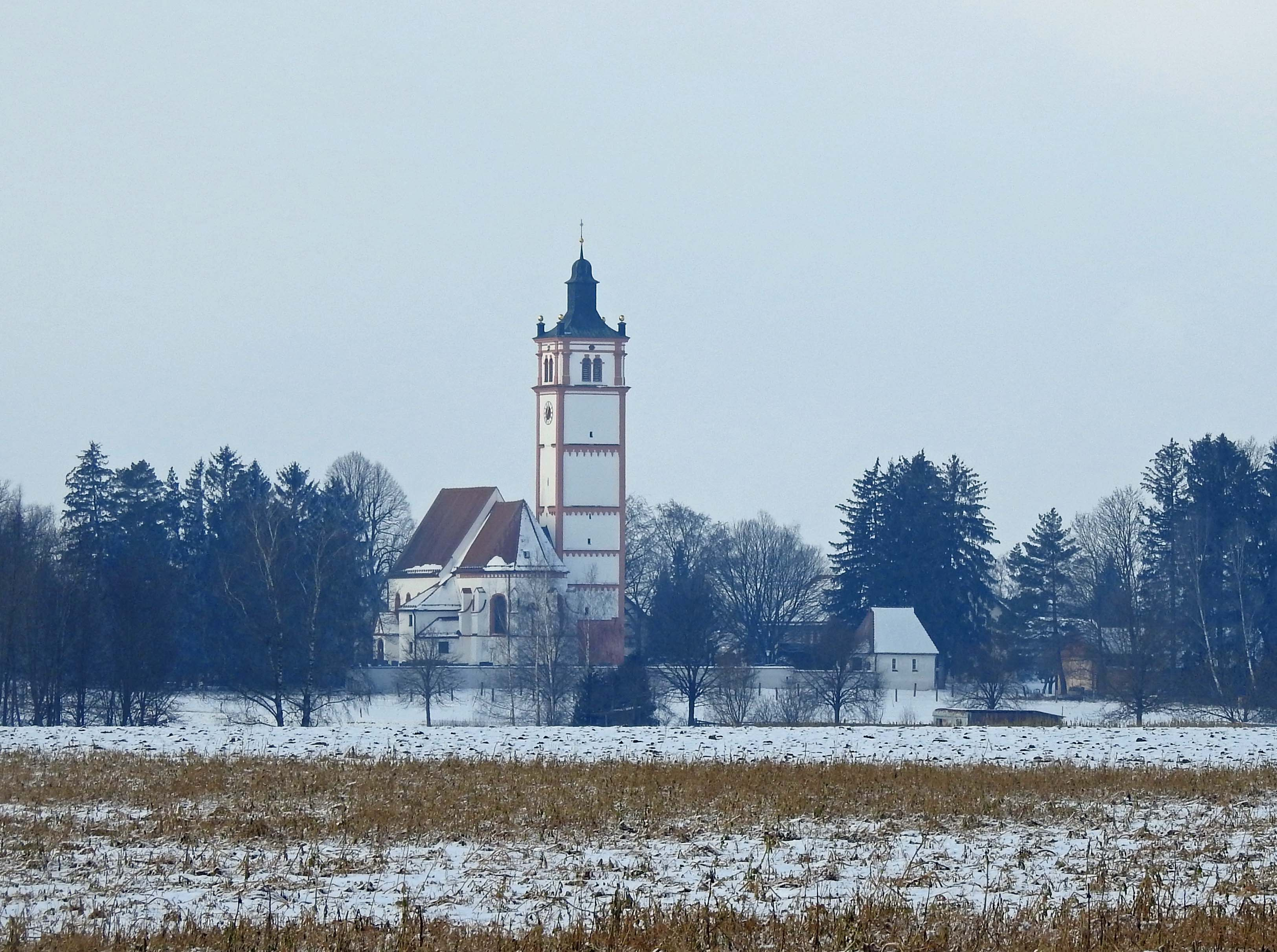
Kirche Lamerdingen von Südosten

Eine besondere Sehenswürdigkeit ist die katholische Pfarrkirche St. Martin in Lamerdingen, die mit ihrem spätbarocken „Laternenturm“ ein beliebtes Fotomotiv darstellt. Die Freude der Menschen des Barockzeitalters am Guten und Schönen ist im Inneren der Kirche verewigt worden. Der ganze lichtdurchflutete Raum versinnbildlicht Hoffnung, fromme Bewunderung und Zuversicht der Gläubigen, die ihrem Gott damals nicht furchtsam, sondern mit hingebungsvoller Begeisterung gegenübertraten und bereit waren, jedweden Aufwand zu seiner Verherrlichung aufzubringen.
Die Pfarrkirche St. Martin in Lamerdingen wurde um 1500 (Gotik) neben der Vorgängerkirche neu erbaut und in den Jahren 1737–1738 im Stil des Rokoko umgebaut. Aus dieser Zeit stammen die prächtigen Stuckarbeiten im Stil des Frührokoko von Matthias Stiller aus Ettringen und die Fresken des aus der Augsburger Schule stammenden Malers Johann Georg Lederer. Im Altarraum ist im Hauptfeld die „Himmelfahrt Mariens“ dargestellt. Im Langhaus zeigt das große Deckenfresko „den Tod und die Verklärung des Hl. Martin“.
Der Hauptaltar (1694) besitzt neben seinem Rokoko-Tabernakel (1765) ein gutes Altarbild von barocker Kraft und Fülle von Johann Schmidtner (1690), das die Aufnahme des Hl. Martins in den Himmel darstellt.
Die Kirche von Lamerdingen zählt mit ihren Kunstwerken (Bildern, Figuren, Altären, Bänken, Stuck und Fresken) und ihrem einheitlichen barocken Erscheinungsbild zu den qualitätvollsten Landkirchen der Region.
Im Untergeschoss des Turmes, der schon zur Vorgängerkirche gehörte, befinden sich noch Fresken aus frühgotischer Zeit aus dem 13. Jahrhundert. Diese wurden erst 1954 bei Renovierungsarbeiten entdeckt. Der mächtige, um 1230 erbaute gotische Turm wurde im Jahr 1771 im Stil des ausgehenden Rokokos nochmals um ein Stockwerk erhöht. Unter der eigenwilligen Laternenhaube hängt ein prächtiges, klangschönes Geläute, das als eines der schönsten und schwersten im Ostallgäu gilt.
Die fünf Bronze-Glocken mit einem Gesamtgewicht von über sieben Tonnen klingen nach dem doppelten Te-Deum-Motiv. Älteste Glocke ist die „Hl.-Kreuz-Glocke“. Sie wurde im Jahr 1577 vom Biberacher Glockengießer Joachim Volmer I. für die Vorgängerkirche der heutigen Ottobeurer Klosterkirche angefertigt. Sie trägt daher das Klosterwappen sowie die Darstellung der Kreuzigungsszene Jesu mit dem knienden Abt Kaspar Kindelmann. Wegen Anschaffung eines neuen Geläuts wurde sie 1948 nach Lamerdingen verkauft. Die beiden großen Glocken wurden im Jahr 1985 von der Glockengießerei Bachert in Bad Friedrichshall gegossen und ersetzten die im Zweiten Weltkrieg verlorenen großen Glocken.

#### Sonstige Sehenswürdigkeiten
Das ehemalige Schloss als Amtssitz des Untervogtes wurde um 1700 erbaut, ist heute Privatbesitz und kann nicht besichtigt werden. Es liegt in der Mitte des Dorfes an der Hauptstraße. Im barocken Treppenhaus befindet sich das Wappen des Erbauers Franz Anton v. Imhof.
Einen besonderen Reiz bietet das flach auslaufende Wertachtal westlich von Lamerdingen. Hier bieten gut ausgebaute Wirtschaftswege ideale Möglichkeiten zum Radfahren bzw. Inline-Skaten.

#### Sehenswürdigkeiten in den Gemeindeteilen

##### Großkitzighofen
In Großkitzighofen befindet sich die Katholische Pfarrkirche St. Stephanus mit dem höchsten Kirchturm der Gemeinde. Sie besitzt eine schlichte Barockausstattung mit Fresken des Malers J.B. Enderle. Außerdem befinden sich in diesem Teil der Gemeinde der Pfarrhof mit Pfarrstadl und die Vierzehn-Nothelfer-Kapelle (Rote Kapelle). Letztere besitzt eine neugotische Ausstattung der ehemaligen Wallfahrtskapelle.

##### Kleinkitzighofen
In Kleinkitzighofen befindet sich die katholische Pfarrkirche St. Cyprian und Justina. Sie ist mit schönen Altären im Stil der Neorenaissance und mit einer barocken Stuckdecke sowie Fresken von Johann Georg Lederer ausgestattet. Ebenfalls in Kleinkitzighofen gibt es den Pfarrhof aus dem 19. Jahrhundert mit Pfarrstadl. Eine weitere Sehenswürdigkeit ist die Bauernkapelle, eine Erinnerungskapelle an die im Bauernkrieg 1525 erschlagenen Bauern aus der Region. Die historische Statue Johannes Nepomuk befindet sich am Ortsausgang Richtung Lamerdingen.

##### Dillishausen
In Dillishausen befindet sich die Katholische Pfarrkirche St. Peter und Paul. Die von außen schlicht wirkende Kirche birgt eine schöne barocke Ausstattung mit Fresken von Joseph Mages. Außerdem gibt es viele Bildstöcke und Flurkreuze, die im Rahmen der Dorferneuerung für die gesamte Gemeinde dokumentiert wurden.

### Kultur
In Lamerdingen gehen mehrere Gruppierungen musikalischen Aktivitäten nach. Zum einen erlaubt der Musikverein Lamerdingen e. V. mit derzeit ca. 100 Mitgliedern eine Vielzahl an Möglichkeiten des Musizierens. So bieten das große Blasorchester, die Jugendkapelle oder die Blockflötengruppe das ganze Jahr über Aktivitäten an.
Des Weiteren existieren eine Stubenmusik, der Jugendchor EL JUCO und der gemischte Chor der Singgemeinschaft Lamerdingen.

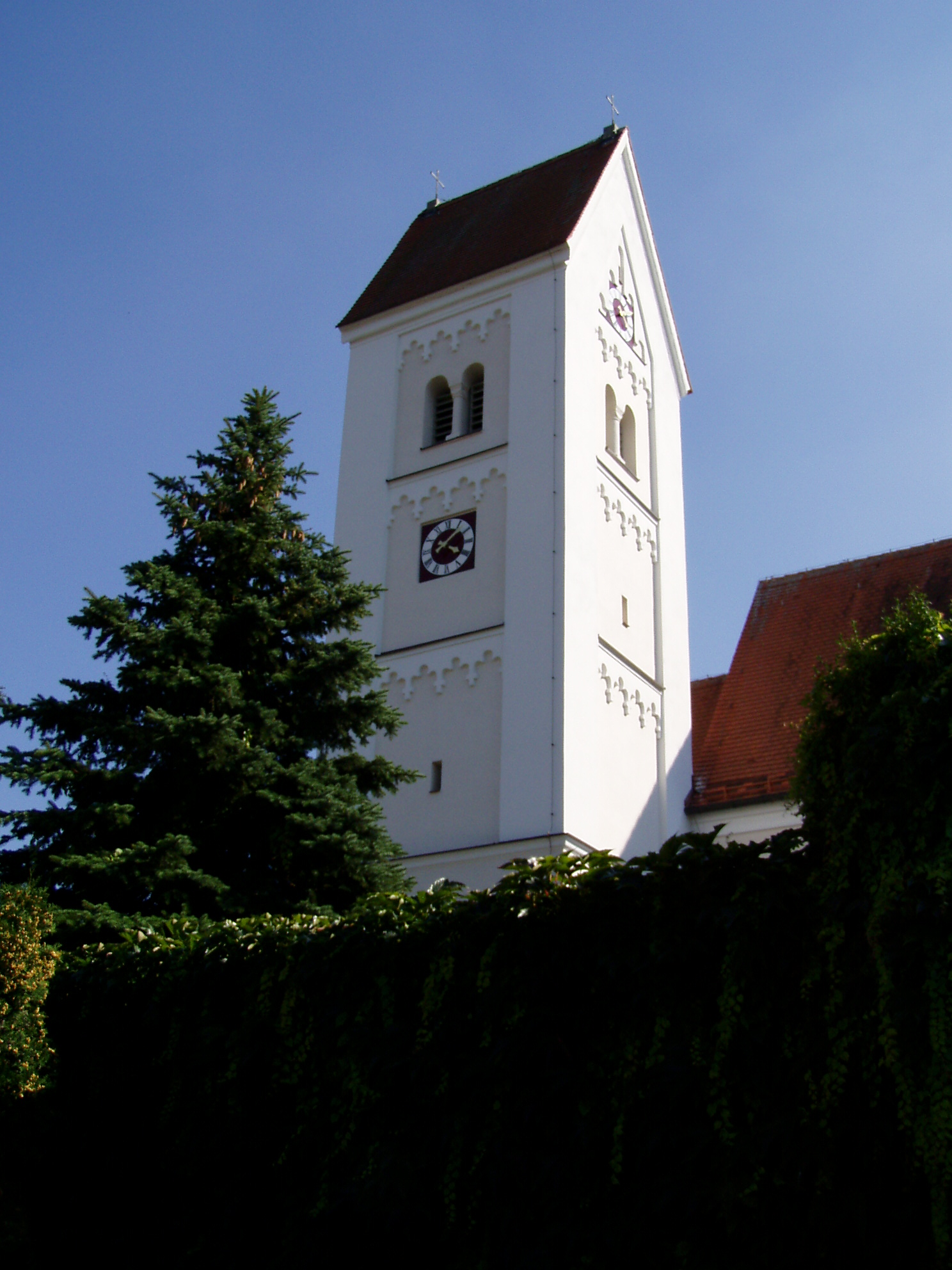
Kirchturm in Dillishausen
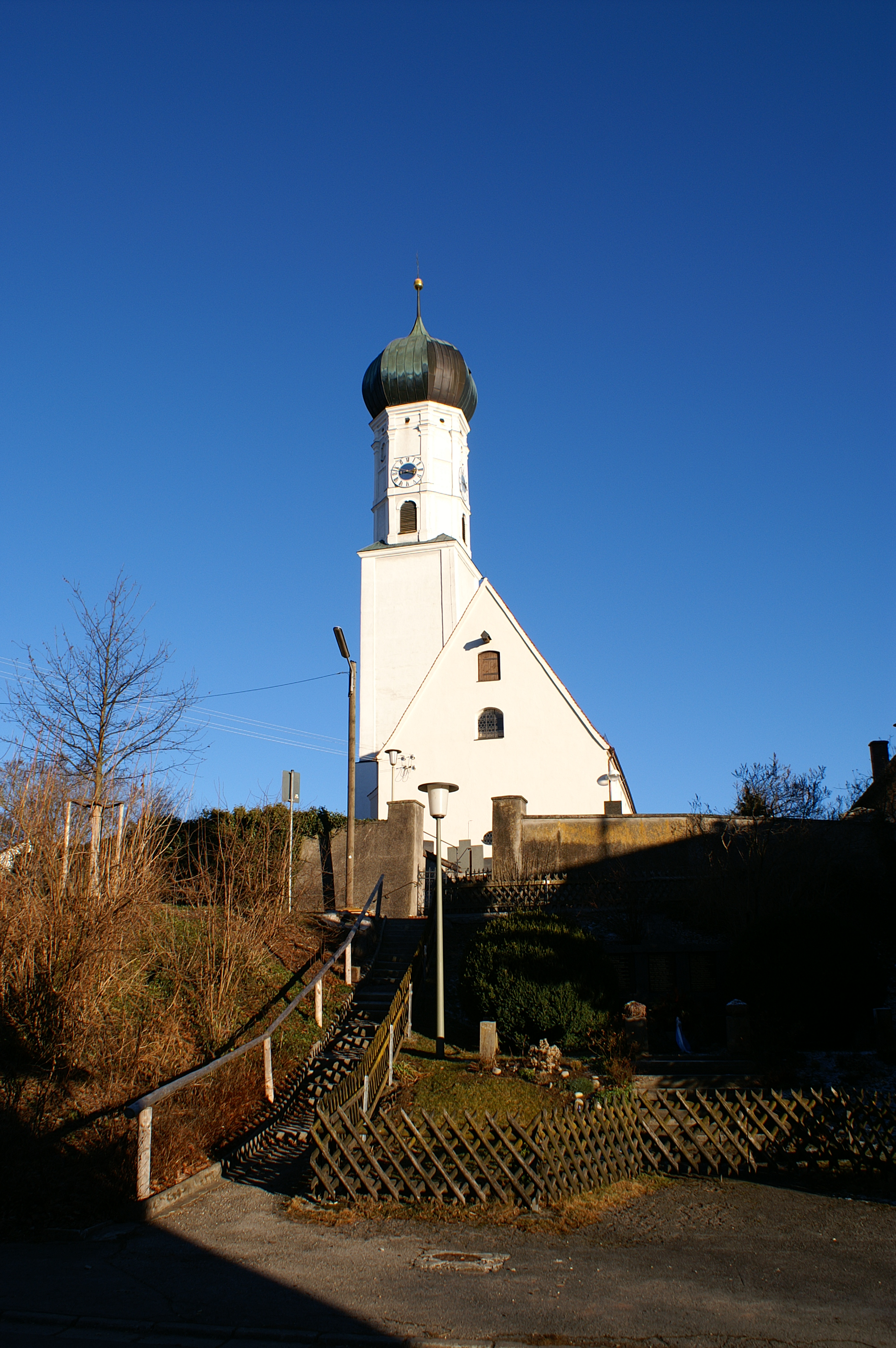
Kirche in Großkitzighofen
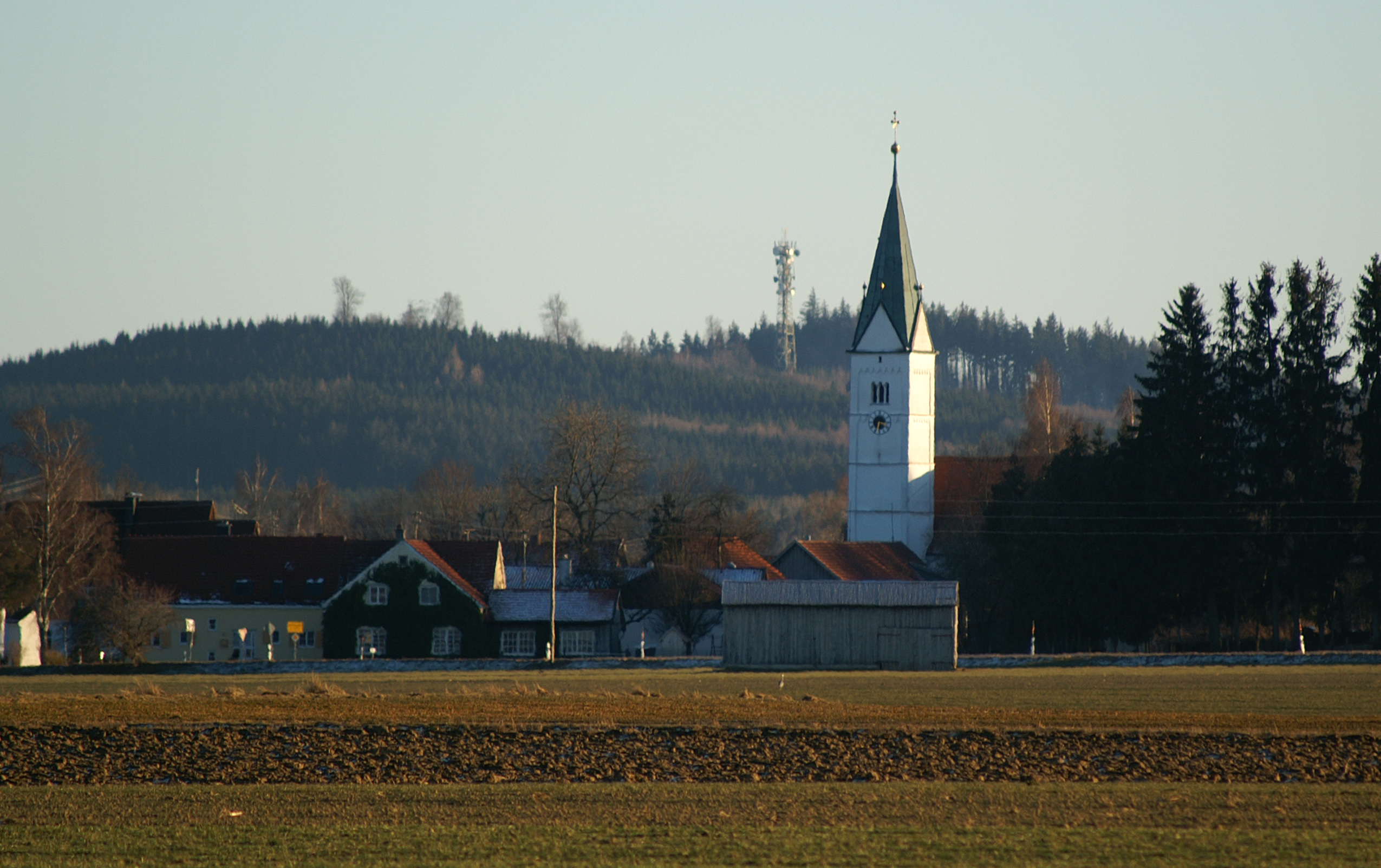
Kirche in Kleinkitzighofen

### Sport
Die erste Mannschaft des Fußball-Sportverein-Lamerdingen (FSV) spielt in der Kreisliga Allgäu Mitte (Saison 2017/2018).
Den größten Erfolg feierte die erste Mannschaft in der Saison 2011/2012. In dieser Spielzeit holte die Mannschaft in der Kreisliga Allgäu Mitte die Meisterschaft und den damit verbundenen Aufstieg in die Bezirksliga Schwaben Süd.
In jedem Gemeindeteil sorgen Gymnastikgruppen für sportliche Aktivitäten für Jung und Alt.
In Kleinkitzighofen bietet der Tischtennisclub eine weitere Möglichkeit zur sportlichen Betätigung.
Des Weiteren gibt es Schützenvereine in Lamerdingen, Großkitzighofen und Dillishausen.

## Wirtschaft und Infrastruktur

### Wirtschaft einschließlich Land- und Forstwirtschaft
Es gab im Jahr 2020 nach der amtlichen Statistik 300 sozialversicherungspflichtig Beschäftigte in der Gemeinde. Sozialversicherungspflichtig Beschäftigte am Wohnort gab es insgesamt 835. Im verarbeitenden Gewerbe (sowie Bergbau und Gewinnung von Steinen und Erden) gab es einen Betrieb, im Bauhauptgewerbe vier Betriebe. Zudem bestanden im Jahr 2016 59 landwirtschaftliche Betriebe mit einer landwirtschaftlich genutzten Fläche von 2518 ha. Davon waren 1653 ha Ackerfläche und 865 ha Dauergrünfläche.

### Verkehr
Der Ort Lamerdingen liegt an der Staatsstraße 2035 der mittelalterlichen „Hochstraße“, die von Augsburg über Schwabmünchen nach Buchloe führte. Die Städte Landsberg am Lech (12 km), Kaufbeuren (28 km), Mindelheim (25 km)  und Augsburg (36 km) sind nicht weit entfernt. Die Ferienregionen Allgäu und des bayerischen Oberlandes sind durch die Bundesautobahn 96 und die Bundesstraßen 12 und 17 schnell zu erreichen.

### Bildung
Es gibt folgende Einrichtungen (Stand: 2022):
- Kindertagesstätte in Lamerdingen
- Grundschule, Hauptschule, Realschule und Gymnasium im 6 km entfernten Buchloe.
- Gymnasien in Türkheim, Landsberg am Lech, Kaufbeuren, Mindelheim und Buchloe

### Soziales
Im Gemeindeteil Dillishausen befindet sich das „Haus Schatzinsel“, ein Kurzzeitheim für behinderte Kinder und Jugendliche.
Das Haus gibt Menschen mit geistig oder/und körperlicher Behinderung, einem Anfallsleiden, Autismus oder einer Schwerst-mehrfach-Behinderung vorübergehend in Kurzzeitpflege oder für immer ein Zuhause.
Der „Verein der Freunde und Förderer des Wohnheimes Haus Schatzinsel e. V.“ wurde 1981 gegründet. Er ist Träger des Wohnpflegeheimes im Lamerdinger Gemeindeteil Dillishausen. Dieses kleine Dorf liegt unweit von Buchloe entfernt in beschaulicher Umgebung.

## Kirche
- katholisches Pfarramt Lamerdingen

Zur Pfarreiengemeinschaft Lamerdingen gehören auch die Gemeindeteile Großkitzighofen, Kleinkitzighofen und Dillishausen.

## Persönlichkeiten
In Lamerdingen ist am 15. Februar 1802 Valentin Riedel geboren. Am 28. Mai 1825 feierte er seine Primiz in Lamerdingen. Am 24. Januar 1842 wurde er zum Bischof von Regensburg ernannt.
Er starb am 6. November 1857 im Alter von 55 Jahren und ist im Dom zu Regensburg bestattet. Eine Grabplatte im linken Seitenschiff des Domes erinnert an ihn.
An seinem Geburtshaus in Lamerdingen erinnert ebenfalls eine Steintafel an den Sohn der Gemeinde.